# Saint-Jean-sur-Moivre
Saint-Jean-sur-Moivre – miejscowość i gmina we Francji, w regionie Grand Est, w departamencie Marna.
Według danych na rok 1990 gminę zamieszkiwało 119 osób, a gęstość zaludnienia wynosiła 8 osób/km².